# 9 de Julio (San Juan)
9 de Julio é uma cidade da Argentina, localizada na província de San Juan.